# Молодіжна збірна Японії з футболу
Молодіжна збірна Японії з футболу — японська національна молодіжна збірна з футболу, яку контролює Федерація футболу Японії.

## Виступи на молодіжному ЧС
| Рік   | Раунд              | МЗ                 | В                  | Н                  | П                  | ГЗ                 | ГР                 |
| ----- | ------------------ | ------------------ | ------------------ | ------------------ | ------------------ | ------------------ | ------------------ |
| 1977  | Не кваліфікувалась | -                  | -                  | -                  | -                  | -                  | -                  |
| 1979  | Груповий етап      | 3                  | 0                  | 2                  | 1                  | 1                  | 2                  |
| 1981  | Не кваліфікувалась | Не кваліфікувалась | Не кваліфікувалась | Не кваліфікувалась | Не кваліфікувалась | Не кваліфікувалась | Не кваліфікувалась |
| 1983  | Не кваліфікувалась | Не кваліфікувалась | Не кваліфікувалась | Не кваліфікувалась | Не кваліфікувалась | Не кваліфікувалась | Не кваліфікувалась |
| 1985  | Не кваліфікувалась | Не кваліфікувалась | Не кваліфікувалась | Не кваліфікувалась | Не кваліфікувалась | Не кваліфікувалась | Не кваліфікувалась |
| 1987  | Не кваліфікувалась | Не кваліфікувалась | Не кваліфікувалась | Не кваліфікувалась | Не кваліфікувалась | Не кваліфікувалась | Не кваліфікувалась |
| 1989  | Не кваліфікувалась | Не кваліфікувалась | Не кваліфікувалась | Не кваліфікувалась | Не кваліфікувалась | Не кваліфікувалась | Не кваліфікувалась |
| 1991  | Не кваліфікувалась | Не кваліфікувалась | Не кваліфікувалась | Не кваліфікувалась | Не кваліфікувалась | Не кваліфікувалась | Не кваліфікувалась |
| 1993  | Не кваліфікувалась | Не кваліфікувалась | Не кваліфікувалась | Не кваліфікувалась | Не кваліфікувалась | Не кваліфікувалась | Не кваліфікувалась |
| 1995  | Чвертьфінал        | 4                  | 1                  | 1                  | 2                  | 6                  | 6                  |
| 1997  | Чвертьфінал        | 5                  | 2                  | 1                  | 2                  | 12                 | 9                  |
| 1999  | 2-е місце          | 7                  | 4                  | 1                  | 2                  | 11                 | 9                  |
| 2001  | Груповий етап      | 3                  | 1                  | 0                  | 2                  | 4                  | 4                  |
| 2003  | Чвертьфінал        | 5                  | 3                  | 0                  | 2                  | 6                  | 10                 |
| 2005  | 1/8 фіналу         | 4                  | 0                  | 2                  | 2                  | 3                  | 5                  |
| 2007  | 1/8 фіналу         | 4                  | 2                  | 2                  | 0                  | 6                  | 3                  |
| 2009  | Не кваліфікувалась | Не кваліфікувалась | Не кваліфікувалась | Не кваліфікувалась | Не кваліфікувалась | Не кваліфікувалась | Не кваліфікувалась |
| 2011  | Не кваліфікувалась | Не кваліфікувалась | Не кваліфікувалась | Не кваліфікувалась | Не кваліфікувалась | Не кваліфікувалась | Не кваліфікувалась |
| 2013  | Не кваліфікувалась | Не кваліфікувалась | Не кваліфікувалась | Не кваліфікувалась | Не кваліфікувалась | Не кваліфікувалась | Не кваліфікувалась |
| 2015  | Не кваліфікувалась | Не кваліфікувалась | Не кваліфікувалась | Не кваліфікувалась | Не кваліфікувалась | Не кваліфікувалась | Не кваліфікувалась |
| 2017  | 1/8 фіналу         | 4                  | 1                  | 1                  | 2                  | 4                  | 6                  |
| 2019  | 1/8 фіналу         | 4                  | 1                  | 2                  | 1                  | 4                  | 2                  |
| 2023  | Груповий етап      | 3                  | 1                  | 0                  | 2                  | 3                  | 4                  |
| 2025  | квал.              | квал.              | квал.              | квал.              | квал.              | квал.              | квал.              |
| Разом | 12/24              | 46                 | 16                 | 12                 | 18                 | 60                 | 60                 |

- — країна-господар фінального турніру

## Досягнення
Юнацький кубок Азії
- Чемпіон (1): 2016
- Віце-чемпіон (6): 1973, 1994, 1998, 2000, 2002, 2006
- 3-є місце (5): 1959, 1971, 1980, 1982, 2004